# AKT1
AKT1 (англ. RAC-alpha serine/threonine-protein kinase, Protein kinase B alpha) — внутриклеточный фермент, один из трёх членов семейства протеинкиназ B. Киназа AKT1 является ключевым ферментом сигнального пути PI3K/AKT и вовлечена в регуляцию пролиферации, роста и выживания клеток. Исследованию функций этого фермента уделяется большое внимание из-за того, что он выступает в роли онкогена при многих злокачественных заболеваниях. Ген AKT был впервые клонирован из генома онкогенного ретровируса в 1987 году. Тогда же было обнаружено, что существует и клеточная форма этого гена.

## Структура
Киназа AKT1 состоит из 480 аминокислотных остатков. По своей структуре она очень близка к двум другим членам семейства протеинкиназ B, AKT2 и AKT3, и включает следующие домены: N-концевой домен гомологичный плекстрину (англ. pleckstrin homology (PH) domain), киназный домен и C-концевой регуляторный домен, содержащий гидрофобный мотив. Регуляция активности киназы происходит за счёт фосфорилирования/дефосфорилирования двух аминокислотных остатков — Thr-308 в киназном домене и Ser-473 в гидрофобном мотиве.

## Роль в передаче сигнала
AKT1 является важным компонентом фосфатидилинозитол-3-киназного (PI3K) сигнального пути, она имеет множество субстратов и способствует передаче сигнала по этому пути. Большую часть времени AKT1 находится в клетке в неактивном состоянии. При активации PI3K-сигнального пути в клетке синтезируется вторичный мессенджер фосфатидилинозитол-3,4,5-трифосфат (PI(3,4,5)P3). Плекстрин-подобный домен AKT1 связывается с PI(3,4,5)P3, в результате чего киназа перемещается в плазматическую мембрану. Здесь она фосфорилируется ферментами PDK1 (англ. 3-phosphoinositide-dependent protein kinase 1) по остатку Thr-308 и mTORC2 (англ. mammalian target of rapamycin complex 2) или DNA-PK (англ. DNA-dependent protein kinase) по положению Ser-473. Такое фосфорилирование активирует AKT1, она покидает мембрану и перемещается в цитоплазму и ядро клетки, где фосфорилирует белки-мишени, которые обеспечивают дальнейший клеточный ответ. Инактивация киназы осуществляется за счёт её дефосфорилирования под действием фосфатаз PP2 (англ. protein phosphatase 2) and PHLPP (англ. PH domain leucine-rich repeat phosphatase).

## Субстраты AKT1
На сегодняшний день известно более 100 субстратов AKT. Фосфорилирование киназой AKT может иметь разные последствия для белка-мишени, включая активацию, инактивацию, изменение внутриклеточной локализации и стабильности. Долгое время считалось, что все субстраты являются общими для трёх изоформ киназы, однако новые данные говорят о том, что, скорее всего, имеет место определённая специализация изоформ по функциям. Так, считается, что AKT1, главным образом, фосфорилирует белки, отвечающие за выживание и рост клеток (MDM2, BAD, p21CIP1, p27KIP1, mTOR и др.).
В некоторых исследованиях ген AKT1 ассоциирован с шизофренией.